# Фродоальд
Фродоальд (Хродоальд) (фр. Frodoald (Hrodoald), пом. бл. 813) — граф Ванна з 799 року, син Лантберта і Деотбріки з династії Гвідонідів.

## Біографія
Вперше Фродоальд згадується у 782 році. У 799 році призначений імператором Карлом Великим першим графом Ванна, тоді як його старший брат Гі (Гвідо) став цього ж року графом Нанта та маркграфом Бретонської марки. Близько 813 року Фродоальд помер і графство Ванн перейшло до старшого сина Гі Гі II Нантського.